# 史賓塞·布雷斯林
史賓塞·布雷斯林（英語：Spencer Breslin，1992年5月18日—）是美國的一位演員和音樂人。他是演員艾碧·貝絲琳的哥哥，出生在紐約市。